# Cycle solaire 13
Le cycle solaire 13 est le treizième cycle solaire depuis 1755, date du début du suivi intensif de l'activité et des taches solaires. Il a commencé en 1890 et s'est achevé en 1902.